# Idaddu II.
Idaddu II. war elamischer König der Šimaški-Dynastie. Er war Sohn Tan-ruhuratirs mit der babylonischen Prinzessin Mekubi, also Enkel von Idaddu I. Unter seinem Vater war er zunächst Gouverneur von Susa, wo er umfangreiche Baumaßnahmen erledigen ließ.